# Pseudohadena schlumbergeri
Pseudohadena schlumbergeri là một loài bướm đêm trong họ Noctuidae.